# Taeniophyllum exotrachys
Taeniophyllum exotrachys är en orkidéart som beskrevs av Rudolf Schlechter. Taeniophyllum exotrachys ingår i släktet Taeniophyllum och familjen orkidéer. Inga underarter finns listade i Catalogue of Life.